# 紅い稲妻 人見絹枝
『紅い稲妻 人見絹枝』（あかいいなずま ひとみきぬえ）は、『毎日新聞』創刊120周年記念企画のドラマスペシャルとして、毎日放送が企画・制作し、TBS系列で1992年11月22日の22:00 - 23:54に放送されたテレビドラマ。日本人女性で初めてのオリンピック・メダリストである陸上競技選手・人見絹枝の生涯を描いた、ドキュメンタリー仕立てのテレビドラマである。人見絹枝役は松下由樹が演じた。

## 概要
アムステルダムオリンピックで、日本人女性で初めてメダル（銀メダル）を獲得した人見絹枝。幼少時代から24歳で亡くなるまでの人見の生きざまを描いている。
ドラマでは、人見絹枝が大阪毎日新聞社に入社するシーンが描かれており、大阪市北区堂島にあった毎日新聞大阪本社の旧社屋の正面玄関で実際に撮影された。また、大阪毎日新聞社の編集局内のシーンは、毎日新聞の社屋ではなく、千里丘放送センターに当時の編集局のフロアを再現して撮影された。

## キャスト
- 人見絹枝：松下由樹
- 尾美としのり
- 村田雄浩
- 室田日出男
- 長谷川真弓
- 塩屋俊
- 田中健
- 柴山智加ほか

## スタッフ
- 脚本・演出：今野勉
- 協力：毎日新聞社
- 制作：テレビマンユニオン・毎日放送